# PGC 21280
LEDA/PGC 21280 ist eine Galaxie im Sternbild Zwillinge auf der Ekliptik, die schätzungsweise 210 Millionen Lichtjahre von der Milchstraße entfernt ist. Gemeinsam mit vier weiteren Galaxien bildet sie die NGC 2410-Gruppe (LGG 146).

Im selben Himmelsareal befinden sich u. a. die Galaxien IC 2194 und IC 2199.